# Zonder titel (Adri Verhoeven)

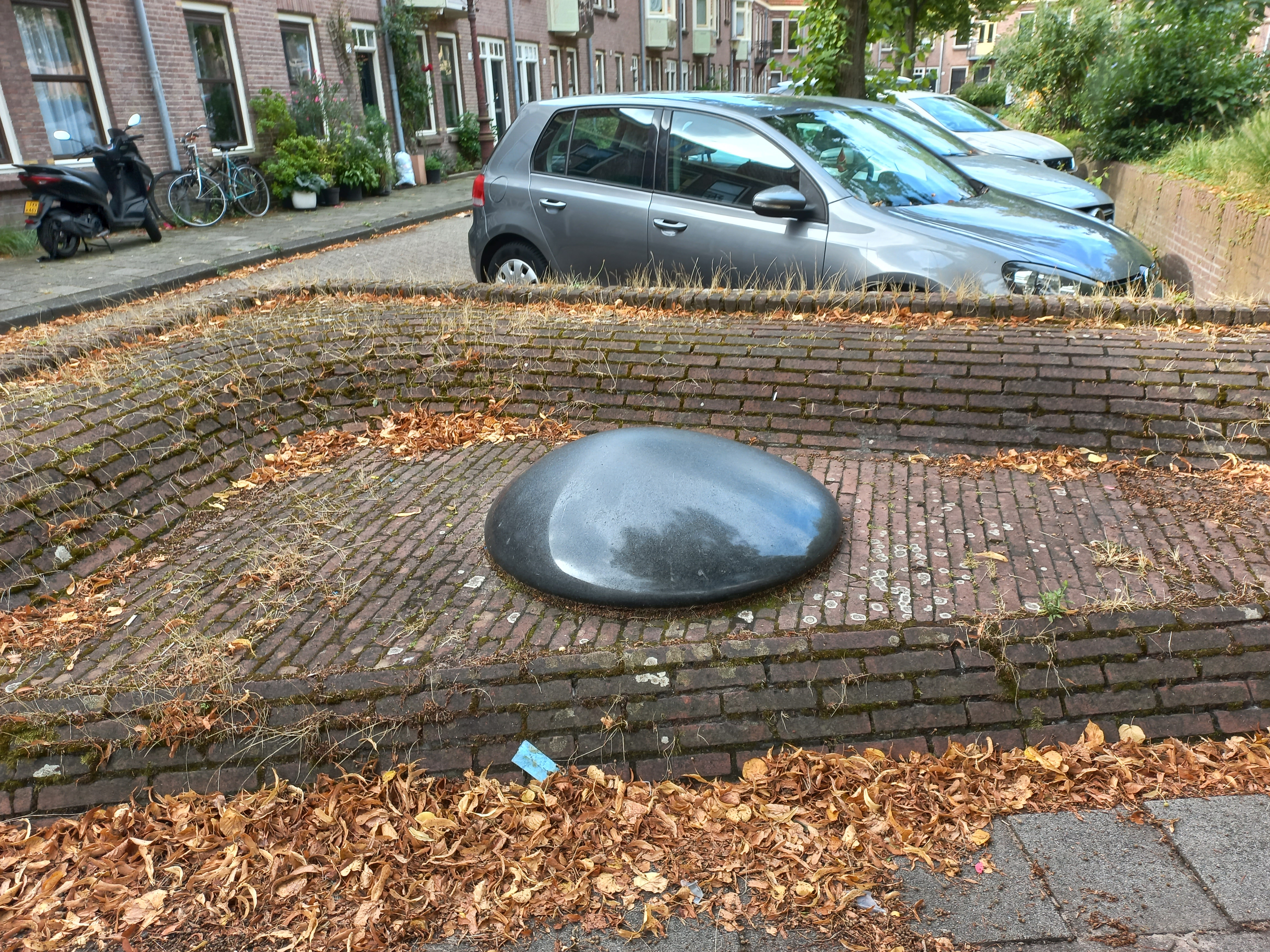
Druppel in augustus 2024

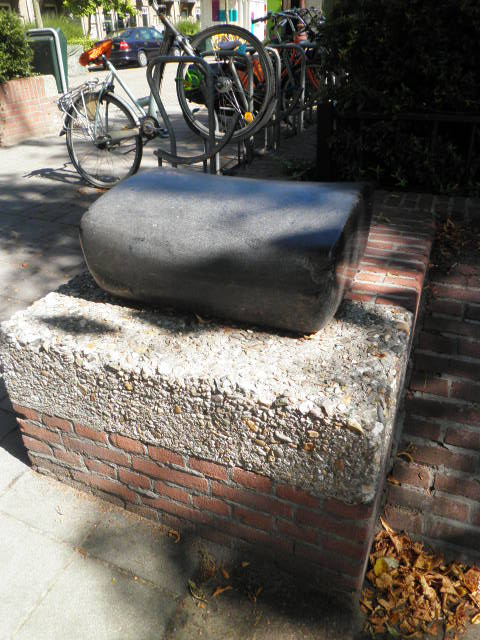
Zadel in augustus 2013

Op het Transvaalplein in Amsterdam-Oost liggen twee titelloze beelden van Adri Verhoeven.
Het zijn twee gepolijste granieten stenen gelegen op bakstenen terreinafscheidingen op het plein. De twee zijn in te delen als “vroeg werk” . Dat plein uit de jaren tien is diverse keren opnieuw ingericht. Zo kwamen er in de jaren vijftig speeltoestellen van Aldo van Eyck. Deze werden rond 1983 vervangen door nieuw speelmateriaal. In die tijd werden in die openbare ruimte allerlei bakstenen muurtjes en plateaus opgetrokken. De druppel en het zadel (in de volksmond) uit 1986 vormen het sluitstuk van die herindeling.
Verhoeven wees op de tegenstelling. Het plein verandert voortdurend terwijl steen het mysterieuze “eeuwig blijvende” is. In tegenstelling tot ander werk van hem, liggen hier alleen gepolijste stenen; elders combineert hij ruwe en gepolijste stenen of stenen met ruwe en gepolijste zijden. Opvallend is daarom dat het glad gepolijste zadel op een grofkorrelige  “sokkel” annex sluitsteen ligt. Het is het enige kunstwerk van Verhoeven in de open ruimte van  Gemeente Amsterdam.   